# Херман I фон Кастел
Херман I фон Кастел (на немски: Hermann I zu Castell; † 17 март 1289) от род Кастел е от 1253 г. до смъртта си владетел на графство Кастел. Той основава линията на Горния дворец (Oberen Schloss) и е прародител на всичките живи сега графове фон Кастел.

## биография
Той е вторият син на граф Фридрих I фон Кастел († 1251/1254) и съпругата му Берта фон Хенеберг († сл. 1254), дъщеря на граф Попо VII фон Хенеберг († 1245), бургграф на Вюрцбург, и първата му съпруга Елизабет фон Вилдеберг († 1220).
Около 1253 г. Херман I поема управлението на графството заедно с брат си Хайнрих II († 1307). Те имат политически различия и през 1265/1267 г. разделят графството на две линии. Херман управлява от горния дворец, а Хайнрих от долния дворец до Кастел.
Херман I умира през 1289 г. и е погребан в манастир Фогелсбург.

## Фамилия
Херман I се жени пр. 21 юли 1264 г. за графиня София фон Вилдберг († сл. 22 април 1271), дъщеря на граф Манголд фон Вилдберг († 14 август 1277). Те имат децата:

- Фридрих II († 1349), граф на Кастел, женен I. пр. 1 май 1289 г. за Виллебирг фон Хоенлое-Браунек-Браунек († сл. 1301), II. сл. 1301 г. за Елизабет фон Нортенберг († ок. 1358)[4]
- Берта († ок. 1337), монахиня